# Ligne 98A (Infrabel)
La ligne 98A est une ancienne ligne de chemin de fer belge reliant Dour à la frontière française au niveau de Autreppe (Honnelles) .
Elle était l'une des multiples ligne maillant le Borinage, et plus spécifiquement son extrémité sud-ouest, en raison des nombreuses mines de houille et carrières de marbre présentes dans la région. Elle se prolongeait au delà de la frontière vers Bavay; Cambrai et le Bassin minier du Nord-Pas-de-Calais, en desservant les charbonnages aux environs de Dour et les "Haut Pays", suivant en partie le cours de l'Hogneau.

## Historique
La ligne de Dour à la frontière française en direction de Cambrai est mentionnée parmi les chemins de fer concédés non-encore construits concernés par la convention du 25 avril 1870 entre le gouvernement belge et la Compagnie des chemins de fer des bassins houillers du Hainaut ; sa construction ne sera entreprise que si le gouvernement le décide. Le projet de loi qui en résulte ajoute formellement la ligne aux autres chemins de fer dont la construction sera réalisée par les Bassins houillers au profit des chemins de fer de l’État belge. La date d’expiration de la concession privée sera celle du chemin de fer de Dour à Quiévrain, concédé en 1866. Comme la plupart des lignes reprises par cet accord, sa construction sera retardée par la gestion financière précaire des Bassins Houillers, conduisant à la faillite du groupe en 1877.
La ligne est inaugurée en 1882 en deux étapes : de Dour à Audregnies le 1er mai 1882 puis jusqu'à la frontière le 12 juin 1882.
La section transfrontalière n'est plus utilisée dès le 1er septembre 1939, la France souhaitant limiter le nombre de connexions transfrontalières alors que l'Allemagne Nazie envahit la Pologne. La voie sera démontée le mois suivant.
Le trafic voyageur est interrompu en 1960 et le faible trafic marchandise subsistant cesse l'année suivante. La voie est démontée en 1965.

## Aménagements actuels
Un RAVeL (voie verte) réutilise l'assiette de la ligne entre Dour et Onnezies.